# Estádio Nacional
Estádio Nacional, cunoscut și ca Estádio do Jamor, este un stadion din Oeiras, lângă Lisabona. El a
fost utilizat o perioadă de echipa națională de fotbal a Portugaliei și de clubul SL Benfica. În prezent echipa Lusitanos XV își joacă meciurile de acasă aici.
Stadionul fost proiectat de Jacobetty Rosa, construcția sa a început în 1939, și a fost inaugurat pe 10 iunie 1944 (Ziua națională a Portugaliei) de António Oliveira Salazar. Architecturally the stadium is noteworthy for its open east side, unusual for a stadium otherwise featuring a typical oval configuration. Its current capacity is 80,000 and it is the venue for the Portuguese football cup final.
Tradițional stadionul găzduiește finala Cupei Portugaliei începând cu 1946; doar 5 ori finala s-a jucat în altă parte. Per total, 52 de finale ale Cupei Portagliei s-au jucat pe Estádio Nacional.
În septembrie 2012, Federația Portugheză de Fotbal a anunțat că stadionul va intra în renovație, lucrările căreia urmează să înceapă în 2014.

## Naționala Portugalei
Pentru prima oară echipa națională de fotbal a Portugaliei a jucat pe acesta stadion în 1945. El a găzduit 48 de meciuri internaționale ale Portugaliei, mai mult decât oricare alt stadion din țară.
| #   | Data              | Scor | Oponent           | Competiția                                             |
| --- | ----------------- | ---- | ----------------- | ------------------------------------------------------ |
| 1.  | 11 martie 1945    | 2–2  | Spania            | Meci amical                                            |
| 2.  | 14 aprilie 1946   | 2–1  | Franța            | Meci amical                                            |
| 3.  | 16 iunie 1946     | 3–1  | Republica Irlanda | Meci amical                                            |
| 4.  | 5 ianuarie 1947   | 2–2  | Elveția           | Meci amical                                            |
| 5.  | 26 ianuarie 1947  | 4–1  | Spania            | Meci amical                                            |
| 6.  | 25 mai 1947       | 0–10 | Anglia            | Meci amical                                            |
| 7.  | 23 noiembrie 1947 | 2–4  | Franța            | Meci amical                                            |
| 8.  | 23 mai 1948       | 2–0  | Republica Irlanda | Meci amical                                            |
| 9.  | 20 martie 1949    | 1–1  | Spania            | Meci amical                                            |
| 10. | 15 mai 1949       | 3–2  | Țara Galilor      | Meci amical                                            |
| 11. | 9 aprilie 1950    | 2–2  | Spania            | Calificările pentru Campionatul Mondial de Fotbal 1950 |
| 12. | 14 mai 1950       | 3–5  | Anglia            | Meci amical                                            |
| 13. | 21 mai 1950       | 2–2  | Scoția            | Meci amical                                            |
| 14. | 8 aprilie 1951    | 1–4  | Italia            | Meci amical                                            |
| 15. | 17 iunie 1951     | 1–1  | Belgia            | Meci amical                                            |
| 16. | 14 decembrie 1952 | 1–3  | Argentina         | Meci amical                                            |
| 17. | 22 noiembrie 1953 | 3–1  | Africa de Sud     | Meci amical                                            |
| 18. | 29 noiembrie 1953 | 0–0  | Austria           | Calificările pentru Campionatul Mondial de Fotbal 1954 |
| 19. | 28 noiembrie 1954 | 1–3  | Argentina         | Meci amical                                            |
| 20. | 19 decembrie 1954 | 0–3  | Germania de Vest  | Meci amical                                            |
| 21. | 20 noiembrie 1955 | 2–6  | Suedia            | Meci amical                                            |
| 22. | 25 martie 1956    | 3–1  | Turcia            | Meci amical                                            |
| 23. | 8 aprilie 1956    | 0–1  | Brazilia          | Meci amical                                            |
| 24. | 3 iunie 1956      | 3–1  | Spania            | Meci amical                                            |
| 25. | 9 iunie 1956      | 2–2  | Ungaria           | Meci amical                                            |
| 26. | 26 mai 1957       | 3–0  | Italia            | Calificările pentru Campionatul Mondial de Fotbal 1958 |
| 27. | 8 mai 1960        | 2–1  | Iugoslavia        | Euro 1960                                              |
| 28. | 19 martie 1961    | 6–0  | Luxemburg         | Calificările pentru Campionatul Mondial de Fotbal 1962 |
| 29. | 21 mai 1961       | 1–1  | Anglia            | Calificările pentru Campionatul Mondial de Fotbal 1962 |
| 30. | 4 iunie 1961      | 0–2  | Argentina         | Meci amical                                            |
| 31. | 21 aprilie 1963   | 1–0  | Brazilia          | Meci amical                                            |
| 32. | 17 mai 1964       | 3–4  | Anglia            | Meci amical                                            |
| 33. | 24 ianuarie 1965  | 5–1  | Turcia            | Calificările pentru Campionatul Mondial de Fotbal 1966 |
| 34. | 13 iunie 1965     | 2–1  | România           | Calificările pentru Campionatul Mondial de Fotbal 1966 |
| 35. | 12 iunie 1966     | 4–0  | Norvegia          | Meci amical                                            |
| 36. | 26 iunie 1966     | 3–0  | Uruguay           | Meci amical                                            |
| 37. | 13 noiembrie 1966 | 1–2  | Suedia            | Preliminariile Campionatului European de Fotbal 1968   |
| 38. | 17 decembrie 1967 | 0–0  | Bulgaria          | Preliminariile Campionatului European de Fotbal 1968   |
| 39. | 27 octombrie 1968 | 3–0  | România           | Calificările pentru Campionatul Mondial de Fotbal 1970 |
| 40. | 6 aprilie 1969    | 0–0  | Mexic             | Meci amical                                            |
| 41. | 10 mai 1970       | 1–2  | Italia            | Meci amical                                            |
| 42. | 1 noiembrie 1979  | 3–1  | Norvegia          | Preliminariile Campionatului European de Fotbal 1980   |
| 43. | 2 iunie 1984      | 2–3  | Iugoslavia        | Meci amical                                            |
| 44. | 24 februarie 1985 | 1–2  | Germania de Vest  | Calificările pentru Campionatul Mondial de Fotbal 1986 |
| 45. | 12 octombrie 1986 | 1–1  | Suedia            | Preliminariile Campionatului European de Fotbal 1988   |
| 46. | 14 februarie 1987 | 0–1  | Italia            | Preliminariile Campionatului European de Fotbal 1988   |
| 47. | 18 august 1999    | 4–0  | Andorra           | Meci amical                                            |
| 48. | 10 iunie 2003     | 4–0  | Bolivia           | Meci amical                                            |